# Vlezenbeek
Vlezenbeek är en ort i Belgien.   Den ligger i provinsen Flamländska Brabant och regionen Flandern, i den centrala delen av landet, 9 km sydväst om huvudstaden Bryssel. Vlezenbeek ligger 49 meter över havet och antalet invånare är 3 324.
Terrängen runt Vlezenbeek är platt. Runt Vlezenbeek är det tätbefolkat, med 762 invånare per kvadratkilometer.. Närmaste större samhälle är Bryssel, 9,5 km nordost om Vlezenbeek. 
Trakten runt Vlezenbeek består till största delen av jordbruksmark.